# Церковь Святой Марии (Виттен)
Церковь Святой Марии (нем. Marienkirche Witten) — римско-католическая церковь, расположенная в центре вестфальского города Виттен; здание храма было построено в 1840-х годах по планам архитектора Кельнского собора Эрнста Фридриха Цвирнер. Трехнефная базилика в неороманском стиле была дополнена крупной башней-колокольней и сводчатыми потолками.

## История и описание
Церковь Святой Марии в Виттене была построена в 1840-х годах по проекту архитектора Кельнского собора Эрнста Фридриха Цвирнер: спроектированная Цвирнером трехнефная базилика в неороманском стиле, вопреки первоначальному замыслу, была дополнена крупной башней-колокольней и сводчатыми потолками. Первый камень в основание нового храма был заложен в 1846 году, когда строительство церкви уже началось. С 1872 по 1891 год церковь использовалась представителями старокатолицизма, а католический приход построил на перекрестке улиц Hauptstraße и Ardeystraße новую «экстренную» (временную) деревянную церковь.
Церковь Марии была впервые покрашена в 1907 году. В 1920-х годах была произведена полная реконструкция здания; своды были переоформлены, а под куполом была изображена фигура Христа на троне — с ангелами по бокам. Данные изображения были потеряны во время серьезного повреждения церкви в ходе боевых действий Второй мировой войне — они были частично реконструированы только в 1982 году. Современное убранство — в частности алтарь и купель для крещения — в основном датируется 1970-ми годами; оно было создано скульптором Йозефом Бароном (род. 1920). Из первоначального неороманского алтаря сохранились только две резные деревянные панели. Орган храма, оформленный в стиле немецкого романтизма, был создан в 2009 году в мастерской Зигфрида Шмида (род. 1961).